# Lithobius mongolomedius
Lithobius mongolomedius är en mångfotingart som beskrevs av Imre Loksa 1978. Lithobius mongolomedius ingår i släktet Lithobius och familjen stenkrypare.
Artens utbredningsområde är Mongoliet. Inga underarter finns listade i Catalogue of Life.